# Dora (Oper)
Dora ist eine Oper in fünf Akten von Bernhard Lang (Musik) mit einem Libretto von Frank Witzel. Sie wurde am 3. März 2024 in der Staatsoper Stuttgart uraufgeführt.

## Handlung

### Erster Akt
Die arbeitslose Mittzwanzigerin Dora lebt mit ihren Eltern und ihren jüngeren Geschwistern, einer Schwester und einem Bruder, in einer eintönigen Siedlung in einem ehemaligen Industriegebiet. Sie verabscheut diese Umgebung und kann ihrem Leben nichts mehr abgewöhnen. Ihre Eltern zeigen kein Verständnis für sie. Den Vorschlag der Mutter, in die Stadt zu ziehen, weist Dora zurück. Dort sei „die Ödnis nur noch schlimmer“. Den Optimismus ihres Bruders hält sie für dumm. Nur die Schwester hält zu ihr. Ein antiker Chor vergleicht Doras Haltung mit den völlig anders gelagerten Problemen der alten Zeit. Die Schwester bringt Dora einige Einkäufe: zwei Flaschen Speiseöl, sechs Eier, zwei Männerunterhemden, vier Rollen Klebestreifen, eine Tüte Hühnerherzen, Kerzen und Lampenöl. Dora benötigt diese Dinge für ein mysteriöses Zauberritual, dass sie um Mitternacht durchführen will. Die Schwester ist neugierig, darf aber nicht daran teilnehmen.

### Zweiter Akt
Nach dem Ritual wartet Dora auf das Ergebnis. Der Chor stellt fest, dass sie selbst nicht weiß, was es konkret bewirken sollte. Ein namenloser Beamter – der verkleidete Teufel – erscheint und erklärt dem Chor, dass seine Existenz notwendig sei, um eine neue Weltordnung zu ermöglichen. Das repressive, von Gott gelenkte System sei inzwischen überholt und unbrauchbar. Die eigentliche Arbeit müsse aber der Mensch selbst erledigen. Der Teufel spricht Dora an, indem er sie nach dem Weg in die Stadt fragt. Im folgenden Gespräch macht er verschiedene Andeutungen über seine Identität. Dennoch erkennt Dora nicht, mit wem sie es zu tun hat. Sie versteht ihn nicht und möchte sich ihm auch nicht anschließen, da sie noch auf jemanden warte. Der Teufel bemerkt, dass sie sich womöglich wiedersehen werden, da er in Zukunft öfters hier zu tun habe: „Des Schicksals Wege sind verworren, und ist die Hoffnung erst verdorren, sehnt man herbei, was man verwarf.“ Nachdem er sich entfernt hat, fordert der Chor Dora auf, zu erkennen, mit wem sie sprach. Sie müsse klar sehen können, um nicht Opfer ihres Schicksals zu werden.

### Dritter Akt
Der Teufel schlägt dem Landratssekretär Berthold eine riskante Investition für einen verkommenen Weiher im Park vor. Dieser könnte im Sommer mit Booten und im Winter als Eisbahn genutzt werden. Dadurch bringt er das Gespräch auf Dora, die Berthold vor Jahren beim Schlittschuhlaufen kennenlernte. Er hatte sich damals unglücklich in sie verliebt. Der Teufel deutet an, dass er Dora letzte Nacht getroffen habe und sie „es“ nicht nur des Geldes wegen tue, sondern auch, weil sie Spaß daran habe. Berthold kann das nicht glauben. Als der Teufel ihm einredet, sie habe ein Verhältnis mit seinem Chef, gerät Berthold vollends in Verzweiflung. Der Teufel überredet ihn, die Investition an Stelle des Landrats selbst zu machen, um Dora mehr bieten zu können. Berthold verliert sich in Erinnerungen an Dora.

### Vierter Akt
Einige Wochen sind vergangen. Dora leidet noch immer unter dem schlechten Verhältnis zu ihren Eltern, die sie drängen, eine Arbeit anzunehmen – beispielsweise in dem neuen Ausflugslokal im Weiher. Ihr Bruder weiß allerdings, dass dieses Lokal bereits gescheitert ist. Es gebe Korruptionsvorwürfe. Ihre Schwester bringt die Nachricht, dass sich Berthold im Teich das Leben nehmen wollte. Er hat einen Abschiedsbrief hinterlassen, in dem er seine unerwiderte Liebe zu Dora als Grund nennt. Dora erinnert sich nur schwach an ihre damalige kurze Beziehung mit Berthold. Er hat zwar den Selbstmordversuch überlebt, aber aufgrund des langen Sauerstoffmangels einen schweren Gehirnschaden erlitten. Dora vermutet eine Verbindung zu dem merkwürdigen Fremden, dem sie nach ihrem Ritual begegnete. Sie will Berthold im Spital besuchen, um das Geschehene besser zu verstehen.

### Fünfter Akt
Der Chor erzählt, dass sich Dora seit Monaten täglich um Berthold kümmert, obwohl er nicht einmal mehr sprechen kann. Sie macht regelmäßig Spaziergänge mit ihm im Rollstuhl. Sie findet ihren Alltag jedoch noch immer eintönig. Falls tatsächlich der Teufel für diese Lage verantwortlich sei, sei er ein jämmerlicher Versager. Der Chor meint, dass ihr noch ein weiterer Schicksalsschlag bevorstehe. Erneut tritt der Teufel auf und konfrontiert Dora. Sie kann mit seinen umständlichen Erklärungen noch immer nichts anfangen und beschimpft ihn wütend. Schließlich fordert er sie auf, Berthold und sich selbst von einer Klippe zu stürzen. Da Dora keinen Sinn in einer solchen Tat sieht, gibt er auf. Die Würde seines Amts verbiete ihm, ihr weiterhin helfen zu wollen. Er überlässt dem Chor diese Aufgabe, der damit aber ebenfalls überfordert ist. Seine Kommentare sind offenbar nutzlos. Der Chor beschränkt sich auf die Zerlegung des von Dora kurz zuvor eher zufällig geäußerten und vom Teufel als zentral hervorgehobenen Worts „sondern“. Nun richtet sich Dora an Berthold. Auch er stammelt das Wort „sondern“. Dora und er können nun gemeinsam lachen.

## Gestaltung

### Orchester
Die Orchesterbesetzung der Oper umfasst die folgenden Instrumente:
- Holzbläser: Flöte (auch Piccolo), Klarinette in B (auch Es-Klarinette und Bassklarinette in B), Sopransaxophon in B (auch Tenorsaxophon in B), Fagott (auch Kontrafagott)
- Blechbläser: Horn in F, Trompete in B, Posaune
- Pauken, Schlagzeug (drei Spieler)
  - I) Snare Drum / große Trommel / sieben Tomtoms (drei hoch, zwei mittel, zwei tief) / zwei hohe Bongos,
 Ride / Crash / China / Splash / Hi-Hat / Kuhglocke (klein),
 Holzblock / fünf Tempelblocks / zwei Agogô / zwei Schleifpapierblöcke,
 Metallfolie (hängend, ca. 100 × 40 × 0,3 cm) / zwei Metallschienen (liegend) / dünne Crash-Folie (auf Holz liegend) / Chimes,
 Gongs (C, Des, Es, Ges, G, A)
  - II) Snare Drum / Große Trommel / sieben Tomtoms (drei hoch, zwei mittel, zwei tief) / zwei tiefe Congas,
 Ride / Crash / China / Splash / Hi-Hat / Tamtam / Break Drum,
 zwei Holzblöcke / Triangel / zwei Agogô,
 Metallfolie (hängend, ca. 100 × 40 × 0,3 cm) / Metallfolie (liegend) / zwei Metallschienen (liegend) / Chinesischer Glissandogong / Tamburin / zwei hängende Bleche
  - III) Große Trommel / sieben Tomtoms (drei hoch, zwei mittel, zwei tief) / zwei gestimmte Bongos in e (hoch) und h (tief),
 zwei Ride / Hi-Hat / Kuhglocke („neck“) / Tamtam,
 Holzblock (hoch) / Steel Drums (F♯, C, A),
 Metallfolie (hängend, ca. 100 × 40 × 0,3 cm) / Metallfolie (liegend) / dünne Crash-Folie (auf Holz liegend) / zwei Glasflaschen (mit Metallstock)
- Glockenspiel, Xylophon, Vibraphon, Marimbaphon
- Klavier, zwei Synthesizer (Masterkeyboard mit Native Instruments FM8)
- Streicher: drei Violinen 1, drei Violinen 2, zwei Bratschen, zwei Violoncelli, Kontrabass

Der Komponist sieht ausdrücklich eine „unmerkliche“ Verstärkung aller Gesangsstimmen einschließlich der Choristen mit Hilfe von Headsets vor, um die gesprochenen und geflüsterten Textteile besser verständlich zu machen. Entsprechendes gilt für die akustischen Instrumente, deren klangbildliche Präsenz mit den Synthesizern abzugleichen ist. Die Abmischung wird während der Aufführung von einem Klangregisseur in der Mitte des Auditoriums gesteuert.

### Libretto
Die Figur der Dora ist im Grunde eine Art moderne weibliche Faust-Figur. Der Monolog über ihre Langeweile zu Beginn der Oper entspricht dem Auftrittsmonolog „Habe nun ach! […] studiert mit heißem Bemühn“ am Anfang von Goethes Faust-Tragödie. In der Uraufführungsproduktion wird auf den Bezug auch szenisch angespielt, wenn Doras Bruder einen überdimensionalen Band des Faust in der Hand hält. Der Komponist Bernhard Lang beschrieb die Oper als eine Suche nach der Antwort auf die Frage, wer Dora überhaupt ist. Diese Antwort gebe das Stück aber nicht. Es handele sich eher um „ein Rhizom von Ideen, Reflexionsebenen und Perspektiven“. Der Text enthält viele weitere Anspielungen an Goethe wie die Walpurgnisnacht-Szene, die Hexen und den Auftritt des Teufels. Letzteren sah Lang als Spiegelung Doras: „Es will also eines immer  das andere sein, und ebenso das Gegenteil davon.“ Das Wort „Sondern“ am Ende der Oper symbolisiert Lang zufolge „einen dritten Weg, jenseits des existentialistischen Entweder-Oder“.

### Musik
Ein wesentlicher Bestandteil der Musik Langs und dieser Oper sind die Loops, d. h. Wiederholungsschleifen, sowie vorproduzierte Samplings, die von den Synthesizern eingespielt werden.
Lang integrierte mehrere Zitate aus bedeutenden Werken der Musikgeschichte. Wie er in einem Interview erläuterte, gaben sie ihm die Möglichkeit, die Sänger gelegentlich „aussingen“ zu lassen. Zudem habe er während der Komposition den Eindruck gehabt, dass der Librettist Frank Witzel, der selbst auch Musiker ist, während der Arbeit am Libretto Musik gehört hatte. Er habe daher versucht, diese Musik „zu erraten“ und als „Rahmen der Zitate“ einzubinden. Beispiele sind Motive aus Wagners Götterdämmerung für eine Endzeitstimmung oder das Agamemnon-Motiv aus Strauss’ Elektra, wenn es um familiäre Probleme geht. für die unglückliche Liebe Bertholds zitierte er das Lied „Die liebe Farbe“ aus Schuberts Zyklus Die schöne Müllerin, für die Manipulationsversuche des Teufels Musik des Jago aus Verdis Otello. Bei Doras erster Begegnung mit dem Teufel klingt Musik aus Gounods Oper Faust an. Auch das Weihnachtslied Stille Nacht, heilige Nacht und Musik von Pink Floyd werden herangezogen. Die Oper beginnt mit einem „Schlagzeuggewitter“, gefolgt von einem Zitat aus der Götterdämmerung. Brünnhildes Schlussgesang daraus erklingt gegen Ende. Somit ergibt sich eine Klammer zum Anfang – Lang zufolge eine „Verklärung im Scheitern in einem Moment großer Theaterillusion, ein erinnerndes Aufblühen, das sich dann doch als schöner Traum entpuppt“. Der Abschluss ist wie der Anfang dem Schlagzeug gewidmet.
Ein drittes Stilelement ist eine vom Rap inspirierte Technik, den Text „durch ein gekoppeltes, rhythmisiertes Sprechen“ verständlich zu machen. Die Gesangslinien wechseln zwischen Gesang, Sprechgesang und normaler Sprache. Je nach gewünschtem Ausdruck kommen auch liedhafte oder dramatische Abschnitte vor, wobei extreme Lagen nicht gescheut werden. Die Partie der Dora zeichnet sich durch einen sehr großen Tonumfang aus.

## Werkgeschichte
Bernhard Langs Oper Dora entstand 2021/2022 im Auftrag des Württembergischen Staatstheaters Stuttgart. Das Libretto verfasste der Schriftsteller und Musiker Frank Witzel.
Die Uraufführung fand am 3. März 2024 in der Staatsoper Stuttgart statt. Die Dirigentin Elena Schwarz leitete das Staatsorchester Stuttgart und das Ensemble „Neue Vocalsolisten extended“. Regie führte Elisabeth Stöppler. Valentin Köhler war für Bühne und Kostüme verantwortlich, Vincent Stefan für die Videos, Elana Siberski für das Lichtdesign, Matthias Schneider-Hollek für die Klangregie und Miron Hakenbeck für die Dramaturgie. Es sangen Josefin Feiler (Dora), Shannon Keegan (Schwester), Maria Theresa Ullrich (Mutter), Marcel Beekman (Teufel), Dominic Große (Bruder), Elliott Carlton Hines (Berthold) und Stephan Bootz (Vater).
Im Vorfeld der Uraufführung gab es im Raum Stuttgart eine Plakataktion mit dem Slogan „Who the fuck is Dora?“. Die Produktion wurde von Publikum und Kritik gleichermaßen einhellig gefeiert. Alle sechs Vorstellungen waren ausverkauft. In der Kritikerumfrage der Zeitschrift Opernwelt der Spielzeit 2023/2024 wurde sie zur „Uraufführungs des Jahres“ gewählt.

## Aufnahmen
- 3. März 2024 – Elena Schwarz (Dirigentin), Elisabeth Stöppler (Regie), Valentin Köhler (Bühne und Kostüme), Vincent Stefan (Video), Elana Siberski (Licht), Matthias Schneider-Hollek (Klangregie), Miron Hakenbeck (Dramaturgie), Staatsorchester Stuttgart, Neue Vocalsolisten extended.
 Josefin Feiler (Dora), Shannon Keegan (Schwester), Maria Theresa Ullrich (Mutter), Marcel Beekman (Teufel), Dominic Große (Bruder), Elliott Carlton Hines (Berthold), Stephan Bootz (Vater).
 Audio und Video; Mitschnitt der Uraufführung.
 Übertragung im ARD-Radio; Videostream der Staatsoper Stuttgart.[5][14]